# Mirko Koršič (sodnik)
Mirko Koršič (tudi Friderik Koršič), slovenski pravnik, odvetnik, sodni svetnik ter narodni in kulturni delavec, * 28. marec 1880, Gorica, † 5. marec 1934, Ljubljana.

## Življenje in delo
Rodil se je v družini krojača Matevža in gospodinje Antonije Koršič rojene Viola. Ljudsko šolo in klasično gimnazijo je obiskoval v rojstnem kraju, kjer je leta 1901 tudi maturiral. Istega leta se je vpisal na Pravno fakulteto v Pragi in tam 1905 diplomiral. Do konca 1. svetovne vojne je služboval kot sodni pripravnik na sodiščih v Kanalu in Trstu ter kot odvetnik v Gorici. Po vojni je bil 20. avgusta 1920 imenovan za sodnega svetnika na okrožnem sodišču v Gorici. Novembra 1923 je prejel zaupni dopis s katerim  ga je pošiljatelj obvestil, da naj zapusti mesto sodnega svetnika, kar je nato pod pritiski sodnih oblasti tudi storil. Zaradi velikih težav s strani fašističnih oblasti se je hotel izseliti v Jugoslavijo, a je na prošnjo jugoslovanskega častnega konzula v Trstu Josipa Vilfana, ki je bil takrat tudi poslanec v rimskem parlamentu, ostal v Gorici. Tu je odkupil odvetniško pisarno Henrika Tume in ostal odvetnik do odhoda v Ljubljano. Leta 1932 je postal jugoslovanski državljan in ostal do smrti sodnik okrožnega sodišča v Ljubljani.
Mirko Koršič je že v dijaških letih deloval v raznih društvih. Po koncu vojne je vstopil v goriški Narodni svet, kjer je prevzel upravno stroko; zaprisegel je slovenske redarje in stražnike ter Kranjski polk. Ker se je upiral italijanski okupaciji je bil nekaj mesecev konfiniran v Krminu. Kot odvetnik je prevzel razne pravne postopke, ki so se nanašali na povračilo vojne škode in tako rešil marsikatero slovensko premoženje. Kot odbornik trgovsko-obrtne zadruge je prisilil oblasti, da so dodelile vojno odškodnino za porušeni Trgovski dom in prevzel nadzorstvo pri gradnji novega Trgovskega doma v Gorici. Bil je med ustanovitelji popoldanskih in večernih tečajev za zidarske mojstre in tako pomagal preko, da je okoli 90 slovenskih mož in fantov pred italijansko komisijo napravili mojstrski izpit. Pomagal je tudi bratu Vladimirju, učitelju, da je prvi dve leti po italijanski zasedbi goriške pripravil okoli 80 slovenskih dijakov, da so napravili učiteljski izpit pred državno izpitno komisijo v Tolminu. Objavljal je tudi članke v tržaškem listu Edinost in goriški Straži.
Veliko je deloval tudi v kulturi. Bil je predsednik gledališkega odra Omladina, predsednik goriške Glasbene matice, pomagal Srečku Kumru pri učiteljskem pevskem zboru ter bil mecen raznim slovenskim umetnikom Francetu Goršetu, Venu Pilonu, Mariju Kogoju, ki je pri njem doma komponiral opero Črne maske. Nadškofu Sedeju je pomagal s pravnimi nasveti in se pri italijanskih oblasteh večkrat zavzemal zanj in druge Slovence. Ker je bil odločen antifašist, so ga italijanske oblasti preganjale, večkrat so ga tudi fizično napadli in mu razdejali stanovanje.